# Capitão do Cerrado
A Capitão do Cerrado é uma banda de surf music brasileira formada em 1997 por Marquinho Vital (voz, violão e guitarra), Fernando Mãozão (baixo), Jorge Bittar (teclados e vocal de apoio) e Alan Diego (bateria).
Com origem na capital federal Brasília, a banda Capitão do Cerrado leva esse nome devido ao bioma predominante da região. Em sua carreira, já compôs várias músicas que, inclusive, constam na Spotify, a plataforma de músicas mais popular do mundo. Na lista, estão canções como "A Lua e o Sol", "Abertos Como o Mar", "Ando Tranquilo", "Ilha Bela" e "Longe do Mar", sendo a grande maioria delas marcadas por letras e ritmos que lembram a praia e a cultura do surfe, por isso é considerada uma banda do estilo surf music.

## História
Antecedentes, início e formação
A história da banda Capitão do Cerrado começou em Brasília no ano de 1996, quando Marquinho Vital, jovem que aprendeu violão aos doze anos e já havia se apresentado em festivais como o Encontro dos Alunos do Sigma (Emas) e o Festival Universitário de Música Candanga da Universidade de Brasília (Finca), decidiu formar uma banda com seus amigos estudantes da referida faculdade. Unindo-se, então, à Fernando Mãozão, no baixo, Jorge Bittar, nos teclados e no vocal de apoio, e Alan Diego, na bateria, fundou a Capitão do Cerrado, sua primeira banda profissional.
Logo no início, o grupo já se apresentou nos maiores eventos de Brasília, como Porão do Rock, Brasília Music Festival e Giraffestival. Também realizou aberturas de shows de grandes artistas e bandas, dentre eles Men At Work, Titãs, Os Paralamas do Sucesso, Jota Quest, Natiruts, Maskavo e Alceu Valença.
O sucesso
O sucesso da Capitão do Cerrado rapidamente foi além de Brasília, alcançando proporções nacionais. O conjunto logo passou a tocar em diversos estados brasileiros, inclusive participou do Festival de Salvador e do Carnaval da cidade, no circuito Barra/Ondina no palco Transamérica.
Em toda a carreira, gravou dois CD's, o "A Caminho do Sol", de 2005, e o "Eu Sou da Capital... Eu Moro Longe do Mar!", de 2007, e um DVD. Entre singles e EP's, gravou "Nunca Estive Longe", "Ela Se Foi", "Capitão do Cerrado", de 2003, e "Guerreiros do Dia a Dia", de 2001.
Em 2017, Marquinho Vital, juntamente com os músicos Rony Meolly e Diogo Villar, criou o Bloco Eduardo e Mônica, uma espécie de grupo carnavalesco embalado por rock brasiliense que se inspirou na canção homônima da banca Legião Urbana. Levando também para as ruas outros grandes nomes do rock da capital, como Raimundos, Plebe Rude, Capital Inicial, Os Paralamas do Sucesso e até mesmo a Capitão do Cerrado, o bloco fez um grande festejo com milhares de foliões na sua estreia no dia 26 de fevereiro daquele ano, com um percurso longo até o Setor de Indústrias Gráficas.

## Discografia
Álbuns de estúdio
| Ano  | Título                                    | Vendagens |
| ---- | ----------------------------------------- | --------- |
| 2005 | Capitão do Cerrado                        |           |
| 2007 | Eu Sou da Capital...Eu Moro Longe do Mar! |           |

Singles e EP's
| Ano  | Título                  | Vendagens |
| ---- | ----------------------- | --------- |
| 2001 | Capitão do Cerrado      |           |
| 2003 | Guerreiros do Dia a Dia |           |
|      | Ela Se Foi              |           |
|      | Nunca Estive Longe      |           |

## Videografia
- Eu sou da Capital… Eu moro longe do Mar! - 2007 (DVD)